# Chirik
Hebrejské písmo používá různé diakritické znaménka, které pomáhají s výslovností. Jednou z těchto známek je chirik (יחריק), který se používá k označení samohlásky „i“.
V hebrejštině může také souviset se změnou významu slova v závislosti na různé výslovnosti. Chirik se píše jako malá tečka pod písmenem, které má být vysloveno s touto samohláskou. Například: פִּ (píše se jako „p“ s tečkou pod ním, což značí „pi“ – přidání „i“). Chirik se vyslovuje jako krátké „i“, podobně jako „i“ v českých slovech „kniha“ nebo „slib“. Například písmeno „ב“ (b) s chirik pod ním se píše jako „בִּ“ a vyslovuje jako „bi“.